# 蓝带箱鲀
蓝带箱鲀（学名：Ostracion solorensis）为輻鰭魚綱魨形目鱗魨亞目箱鲀科箱鲀属的鱼类。分布于印度尼西亚等热带海域以及台湾海峡等，属于热带底层鱼类，棲息深度1-20公尺，體長可達12公分，棲息在珊瑚生長豐富的臨海礁石區，生活習性不明，可作為觀賞魚，具有毒性。